# وزارة المالية والشؤون الاقتصادية والاستثمار (باربادوس)
وزارة المالية والشؤون الاقتصادية والاستثمار (بالإنجليزيَّة:The Ministry of Finance, Economic Affairs and Investment) هي وزارة حكومية في باربادوس مسؤولة عن إدارة المالية العامة. تاريخيًا، كان رئيس وزراء بربادوس يتولى في الغالب حقيبة وزير المالية الإضافية.
الوزيرة الحالية هي نفسها رئيسة الوزراء، ميا موتلي، وذلك منذ سنة 2018 م.